# سيمبسون (إلينوي)
سيمبسون (بالإنجليزية: Simpson)‏ هي منطقة سكنية تقع في الولايات المتحدة في إلينوي. يقدر عدد سكانها بـ 54 نسمة .